# Douglas Mutua
Douglas Mutua (ur. 30 maja 1962) – kenijski piłkarz grający na pozycji pomocnika. W swojej karierze grał w reprezentacji Kenii.

## Kariera klubowa
W swojej karierze piłkarskiej Mutua grał w klubie Kenya Breweries.

## Kariera reprezentacyjna
W reprezentacji Kenii Mutua zadebiutował w 1984 roku. W 1988 roku wystąpił w Pucharze Narodów Afryki 1988, w dwóch grupowych meczach, z Nigerią (0:3) i z Egiptem (0:3). W kadrze narodowej grał do 1992 roku.